# Aubasat
Aubazat és un municipi francès situat al departament de l'Alt Loira i a la regió d'Alvèrnia-Roine-Alps. L'any 2017 tenia 178 habitants. És troba a 520 m d'altitud, a l'aiguabarreig del Cronce i l'Alier.

## Demografia
El 2007 hi havia 76 famílies i 120 habitatges

## Economia
El 2007 la població en edat de treballar era de 107 persones, 71 eren actives i 36 eren inactives. De les 71 persones actives 68 estaven ocupades i 3 estaven aturades. De les 36 persones inactives 16 estaven jubilades, 7 estaven estudiant i 13 estaven classificades com a «altres inactius».

### Ingressos
El 2009 a Aubazat hi havia 84 unitats fiscals que integraven 196 persones, la mediana anual d'ingressos fiscals per persona era de 14.181 €.

### Activitats econòmiques
El 2007, hi havia tres eren d'empreses de construcció, un taller reparació d'automòbils i una empresa d'hostatgeria i restauració a més d'un paleta, dues fusteries i un restaurant independent, i el 2000 16 explotacions agrícoles que ocupaven un total de 378 hectàrees.